# مارتي بيلافسكي
مارتي بيلافسكي (بالإنجليزية: Marty Belafsky)‏ مواليد 19 سبتمبر 1975 في لوس أنجلوس، هو ممثل أمريكي.

## الأعمال
- بوسطن ليغال
- رجال ذو بزات سوداء 2
- ستة أقدام تحت الأرض
- التطور
- بيرل هاربر
- خطوة بخطوة
- نيوزيس

## روابط خارجية
- مارتي بيلافسكي على موقع IMDb (الإنجليزية)
- مارتي بيلافسكي على موقع أول موفي (الإنجليزية)
- مارتي بيلافسكي على موقع قاعدة بيانات الفيلم (الإنجليزية)